# Foggy Bay
Foggy Bay är en vik i Kanada.   Den ligger i territoriet Nunavut, i den centrala delen av landet, 3 000 km nordväst om huvudstaden Ottawa.
Trakten runt Foggy Bay är nära nog obefolkad, med mindre än två invånare per kvadratkilometer.